# Алтернативна наука
Алтернативната наука (на английски: fringe science), позната още като маргинална наука, тайна/авангардна наука, според някои е нестандартна наука, докато според друга, по-широко приета дефиниция, тя обикновено се приема по негативен начин, като квазинаука.
- Граничната наука е научно изследване в доказана област на знанието, което значително се отклонява от ортодоксалните теории и се класифицира по „ръба“ на заслужаващата доверие наука от академичната дисциплина от преобладаваща насока.

Идентифицирани са три класификации на научните идеи (централни, непроучени и погранични), като учените от преобладаващата насока обикновено считат концепции от граничната наука като строго спекулативни или дори ги отхвърлят. Според Розентал обаче „Приетата наука може да се слее с непроучената наука, която от своя страна може да се слее с още по-напреднали идеи, или гранична наука. Наистина лудите идеи може да бъдат считани за отвъд-гранични, или псевдонаучни.“
Една определена идея, която преди е била приета от научната област от преобладаващата насока може да стане гранична наука поради по-късно преразглеждане на допреди това поддържащи я научни изследвания. Например идеята, че фокалните инфекции на сливиците или зъбите се считали за основна причина за системни заболявания някога била считана за медицински факт, но сега се отхвърля поради липса на доказателства.
Обратно, граничната наука може да съдържа оригинални предложения и интерпретации, които първоначално имат само няколко поддръжника и много опозиция срещу тях. Някои теории, разработени по „ръбовете“ (например континенталният дрейф, съществуването на Троя, хелиоцентризмът, норвежката колонизация на Америките и Теорията за Големия взрив), са станали част от ортодоксалната наука поради откриването на поддържащи ги доказателства.
- Граничната наука покрива всичко от нови хипотези, които могат да бъдат тествани чрез научния метод до луди и специални теории и „New Age глупости“, като от доминацията на последното произтича тенденцията да се отхвърля цялата гранична наука като област на псевдоучени, хобисти или шарлатани.[9] Други термини, които се използват за части от граничната наука, на които им липсва научен интегритет, са патологична наука, вуду наука и наука на култа към товарите (cargo cult science). Боклучавата наука (Junk science) е термин, който обикновено се използва в политическата арена за описание на идеи, чиито поддръжници – по политически причини, несигурно или дори мошенически – претендират за научност.

Във философията на науката, въпросът къде правилно да се начертае граница между науката и не-науката, когато целта всъщност е обективност, се нарича проблем на демаркацията (the demarcation problem). Това, което утежнява този проблем, е, че защитниците на някои гранични теории използват както истински научни доказателства, така и чудати твърдения, за да подкрепят своите аргументи.